# HD 142527
HD 142527 är en ung dubbelstjärna belägen i den mellersta delen av stjärnbilden Vargen. Den har en kombinerad skenbar magnitud av ca 8,34 och kräver åtminstone en stark handkikare eller ett mindre teleskop för att kunna observeras. Baserat på parallax enligt Gaia Data Release 2 på ca 6,3 mas, beräknas den befinna sig på ett avstånd på ca 519 ljusår (ca 160 parsek) från solen. Den rör sig närmare solen med en heliocentrisk radialhastighet på ca -3 km/s.

## Egenskaper
Primärstjärnan HD 142527 A är en gul till vit jättestjärna av spektralklass F6 III och tillhör klassen Herbig Ae/Be-stjärnor. Den har en massa som är ca 2,5 solmassor, en radie som är ca 4,5 solradier och har en effektiv temperatur av ca 6 600 K.

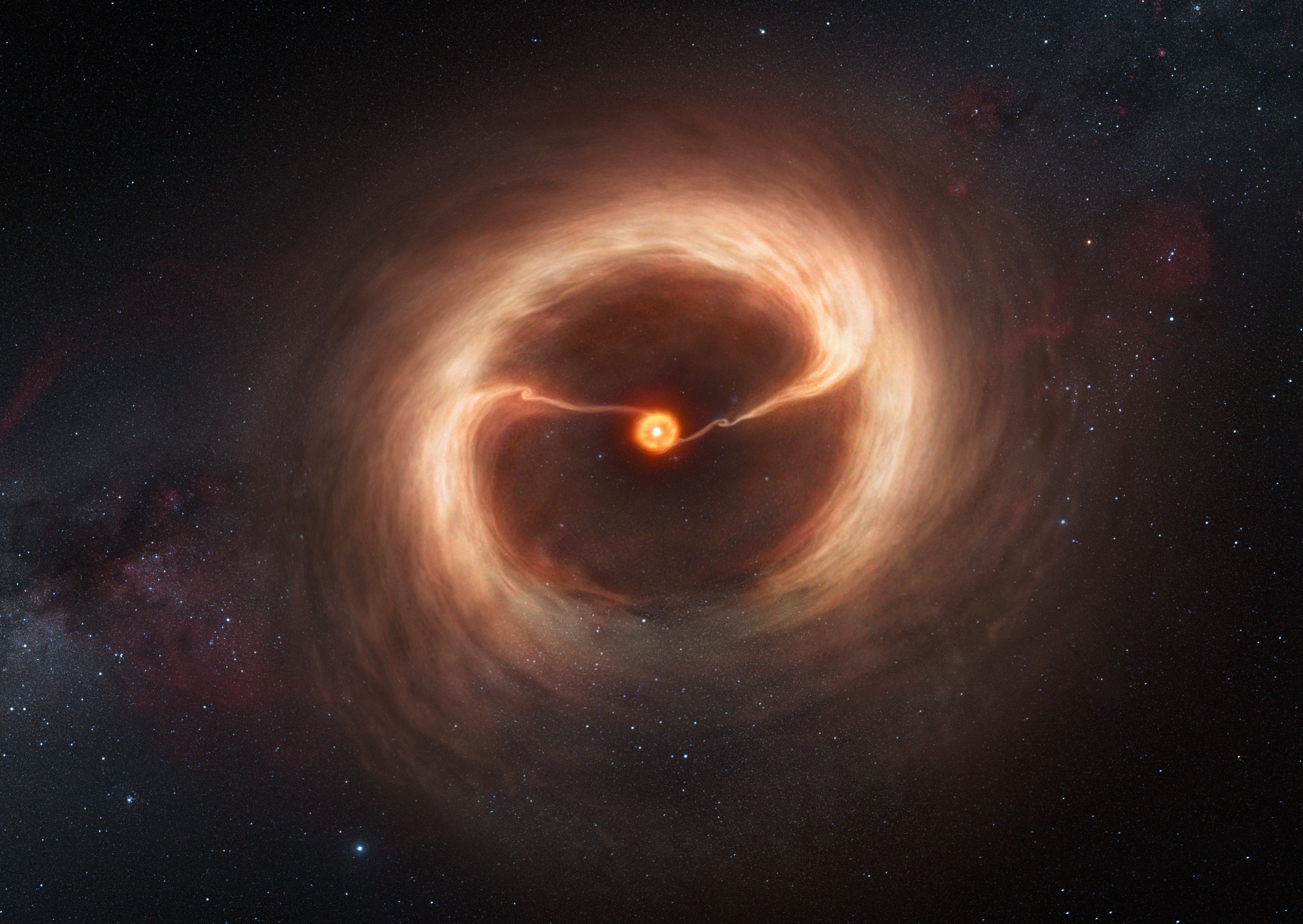
Konstnärens bild av skiva och gasströmmar kring HD 142527.

Följeslagaren HD 142527 B, som upptäcktes 2012, är en röd dvärgstjärna med en projicerad separation på mindre än 0,1 bågsekund från primärstjärnan. Konstellationen är anmärkningsvärd för dess omgivande protoplanetära fragmentskiva och dess upptäckt har hjälpt till att förfina modeller av planetbildning.

## Protoplanetär skiva
HD 142527 är en extremt ung dubbelstjärna, ca 1 miljon år gammal, varför den har kvar dess protoplanetära skiva, som har en massa av ca 15 procent av solen och en diameter på 980 AE.
Studier har visat att virvlar och virvelstrukturer bildas i skivan under påverkan av två stora exoplaneter.  Systemet är viktigt eftersom det gör det möjligt för astronomer att observera ackreteringsprocessen vid planetbildning.
I början av 2013 publicerades en artikel av astronomer som arbetade med ALMA-teleskopet i Chile, som beskriver upptäckten av två massiva flöden av materia i systemet. Stoft och gas överförs från periferin till mitten genom gravitationsinteraktion med två jätteplaneter som har en massa som är flera gånger större än Jupiters massa. Således fungerar flödena som "pumpar", som överför material från kanten av skivan och "matar" stjärnan. Planeterna i sig själv har hittills inte upptäckts på grund av en tät gasskymning. Astronomer har dock föreslagit modeller som beskriver deras existens. Japanska astronomer har upptäckt ispartiklar  i skivan.